# Carsten Schloter

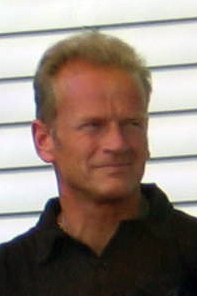
Carsten Schloter 2009

Carsten Schloter (* 7. Dezember 1963 in Erlenbach am Main, Bayern; † 23. Juli 2013 in Villars-sur-Glâne, Kanton Freiburg) war ein deutscher Manager. Von 2006 bis 2013 war er Chief Executive Officer (CEO) des Schweizer Telekommunikationsunternehmens Swisscom.

## Leben
Schloter besuchte die öffentliche Eliteschule Lycée International in Saint-Germain-en-Laye. Anschließend studierte er Betriebswirtschaft an der Universität Paris-Dauphine. Nach dem Studium arbeitete er ab 1986 als Systementwickler für Mercedes-Benz in Paris, ab 1992 bereitete er als Joint Venture mit der Metro die Einführung eines neuen Mobilfunkbetreibers vor, der 2M Tele AG. 1995 wechselte er in die Geschäftsführung der Debitel. 2000 ging er in die Schweiz. Bei der Swisscom leitete er die Mobilfunksparte, bevor er nach dem Rücktritt von Jens Alder 2006 die Führung des gesamten Konzerns übernahm. Zusätzlich war Schloter von 2007 bis 2013 Verwaltungsratspräsident von Fastweb (Mehrheitsaktionär Swisscom) in Italien, von April bis November 2010 war er interimistisch Chief Executive Officer (CEO) des Unternehmens. Außerdem war er im Vorstand der Association Suisse des Télécommunications (asut) in Bern und Mitglied des Vorstands der Swiss-American Chamber of Commerce in Zürich.
Schloter lebte ab 2009 getrennt von seiner Ehefrau und seinen drei Kindern. In seiner Freizeit war er passionierter Mountainbiker, Skibergsteiger und Jogger.
Er starb am 23. Juli 2013 im Alter von 49 Jahren an seinem Wohnort in Villars-sur-Glâne im Kanton Freiburg durch Suizid.